# Peter Salzbrenner

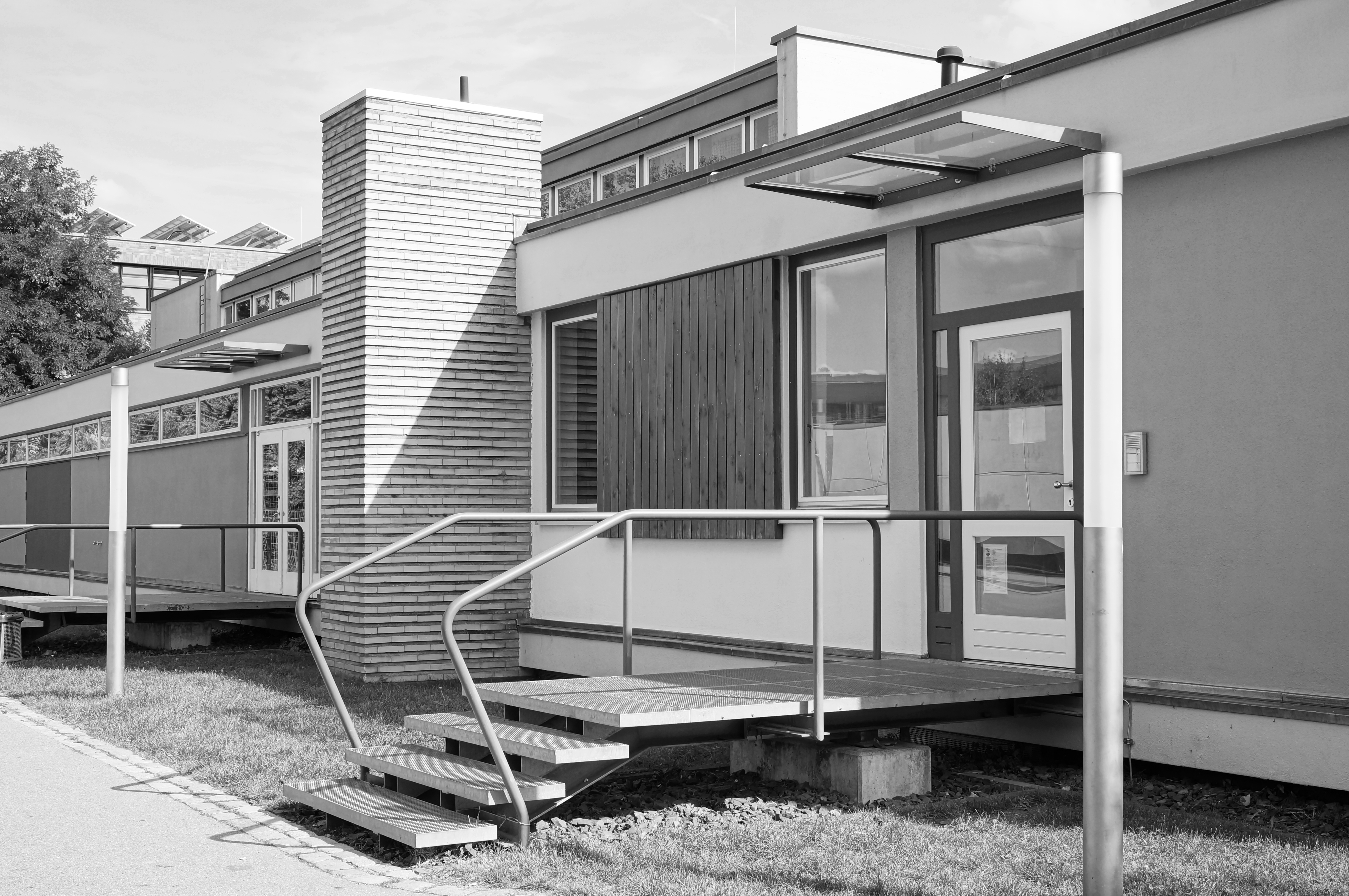
Dillmann-Gymnasium Stuttgart Hausmeister-Wohnung

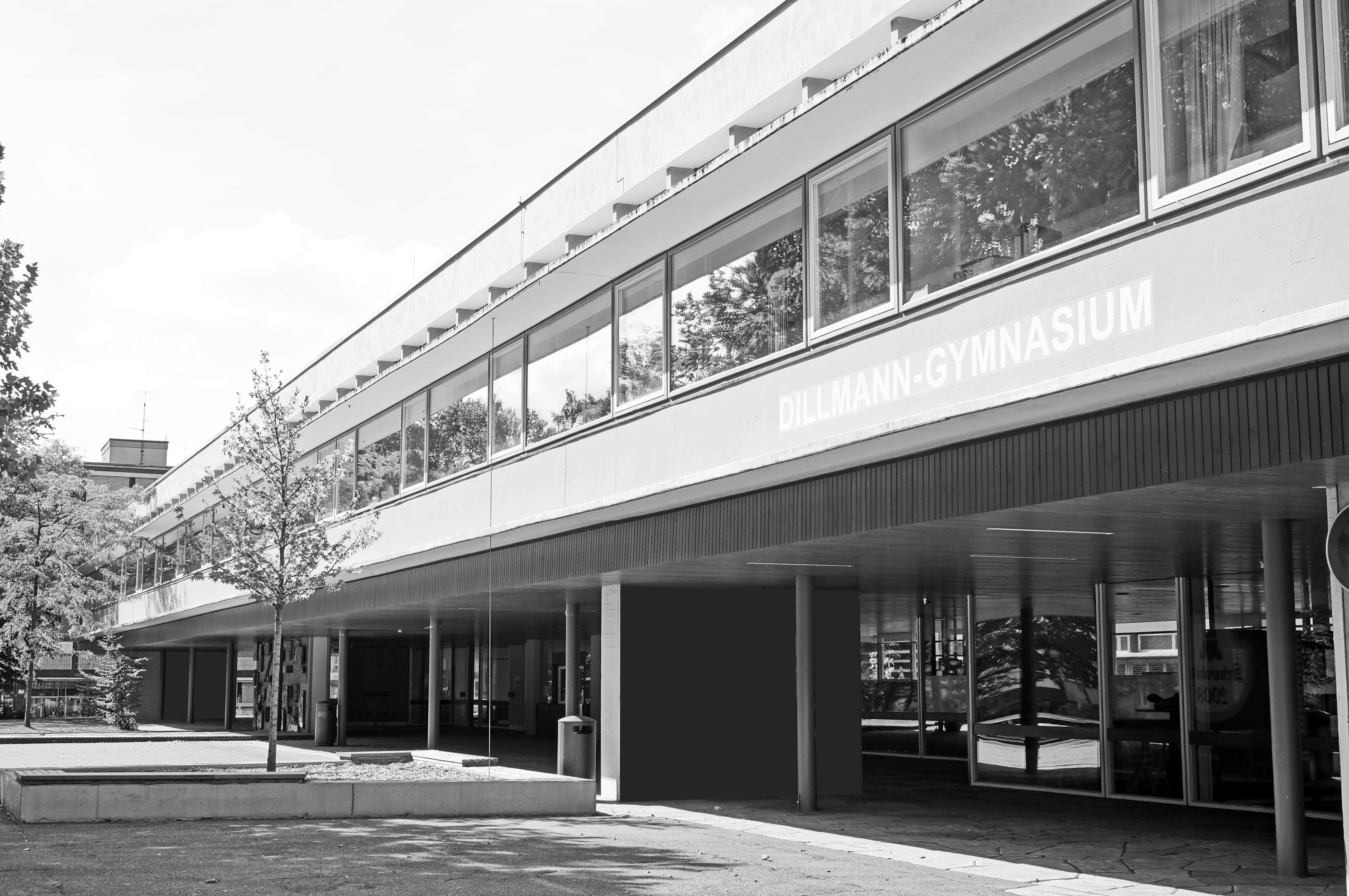
Dillmann-Gymnasium Stuttgart Verwaltungsbau

Peter Salzbrenner (* 1923 in Chemnitz; † 1999 in Bad Friedrichshall) war ein deutscher Architekt.

## Werk
Sein Gesamtwerk ist der Nachkriegsmoderne zuzuordnen und umfasst Schulbauten, Sakralbauten sowie Wohnungsbauten im süddeutschen Raum. Oft bestehen die Bauten aus Sichtbeton. Strenge strukturelle Ordnung definiert seine Architektur. Nachdem ihm 1954 für seinen Entwurf der Gedächtniskirche Stuttgart ein dritter Platz zuerkannt worden war, gewann Salzbrenner zusammen mit K. H. Neumann im selben Jahr den ersten Preis des Wettbewerbs für das 1952 beschlossene neue Kreisverwaltungsgebäude in Waiblingen. Internationale Beachtung fand der Sonnenschutz des Dillmann-Gymnasiums in Stuttgart, das in seiner Gesamtheit ein Kulturdenkmal in der Landeshauptstadt Stuttgart darstellt. Beim Entwurf für das Heilbronner Theodor-Heuss-Gymnasium setzte Salzbrenner sich gegen 41 andere Vorschläge durch. Dem Bau der Ev. Emmaus-Kirche in Karlsruhe (Kulturdenkmal der Stadt Karlsruhe) war ebenfalls ein Wettbewerb vorausgegangen, aus dem Salzbrenners Modell als Sieger hervorging.

## Bauten

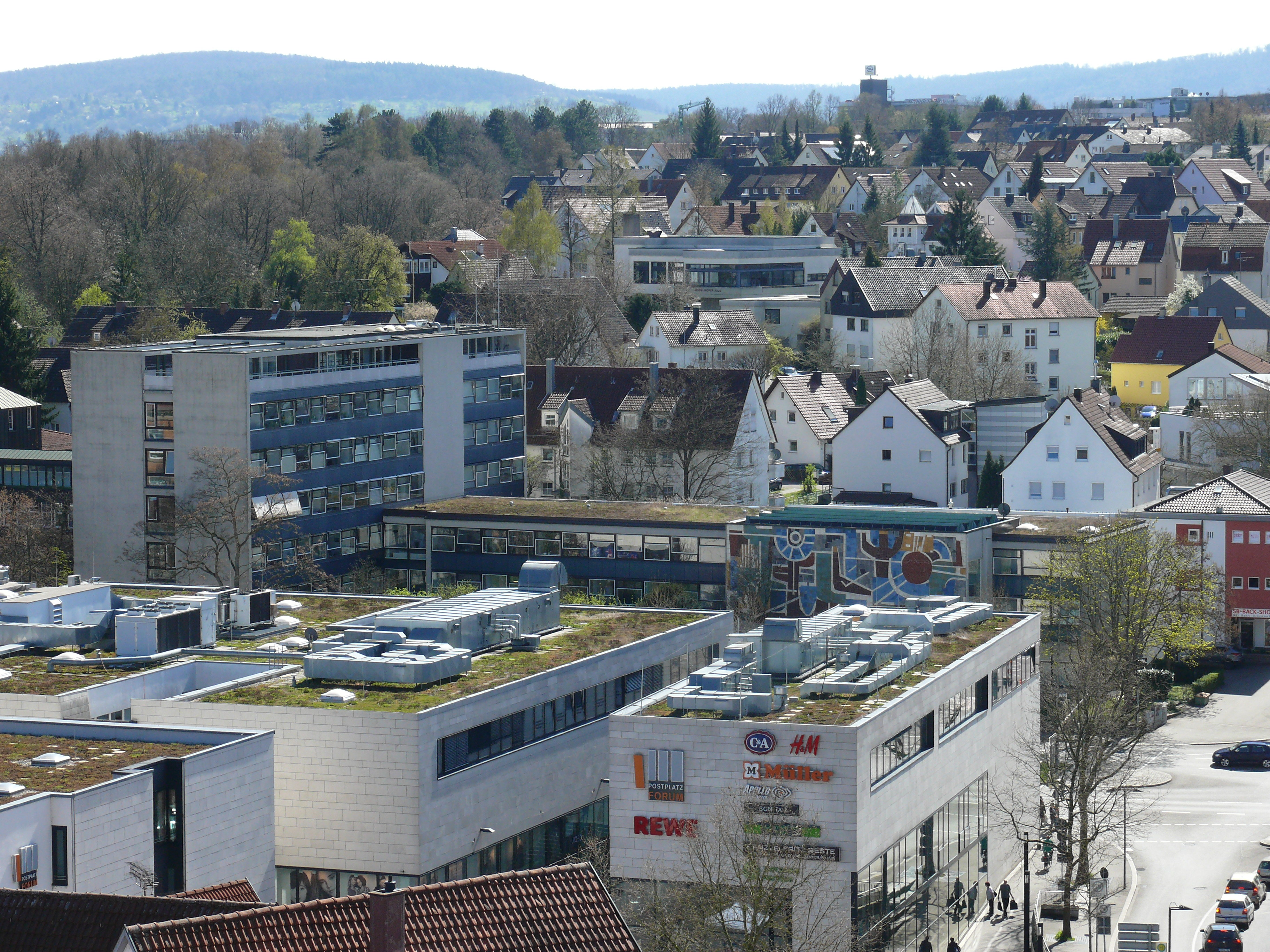
Landratsamt Waiblingen

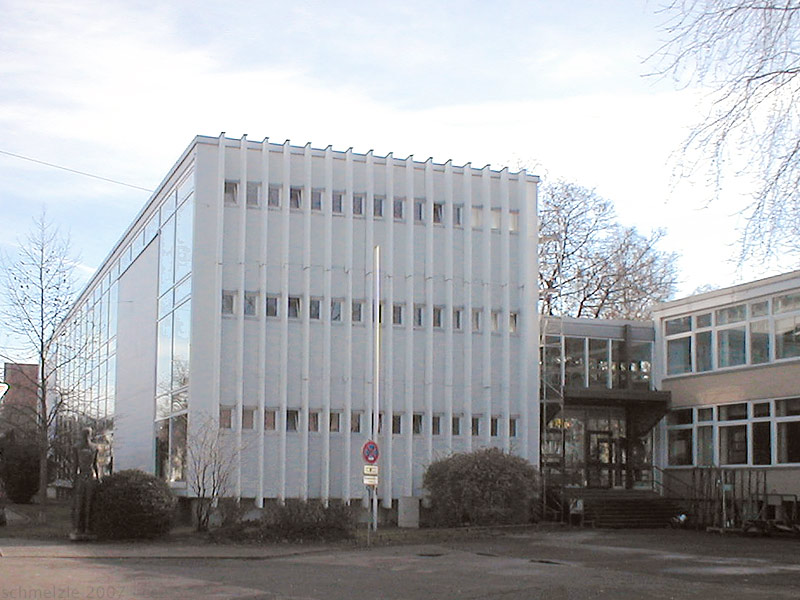
Theodor-Heuss-Gymnasium

- 1956–1958: Landratsamt Waiblingen (gemeinsam mit Karl Hans Neumann[10])
- um 1955: Büro- und Lagergebäude einer Eisengroßhandlung in Mannheim (gemeinsam mit Emil Mai, Karlsruhe)[11]
- 1956–1958: Dillmann-Gymnasium in Stuttgart (gemeinsam mit Karl Hans Neumann[10])
- 1956–1958: Theodor-Heuss-Gymnasium Heilbronn
- 1956–1961: Mädchen-Mittelschule in Kassel (gemeinsam mit Karl Hans Neumann[10])
- 1965–1966: Emmauskirche in Karlsruhe[12]

## Auszeichnungen
- Paul-Bonatz-Preis